# Willem van Irhoven van Dam
Willem van Irhoven van Dam, Staphorst, 24 januari 1760 - Den Haag, 24 juni 1802, was een Nederlandse patriot en de auteur van de geruchtmakende reeks van zeven Brieven van Candidus, gericht tegen Rijklof Michael van Goens. Hij ging in zijn brieven, een mengeling van staatsrecht, geschiedenis, en het werk van klassieke en humanistische filosofen, in op het staatsbestel van de Republiek der Zeven Vereenigde Nederlanden.

## Biografie
Van Irhoven van Dam was de zoon van een gereformeerde predikant. Zijn moeder was de dochter van een hoogleraar theologie in Utrecht. Ook Willem studeerde theologie, na een weinig succesvolle carrière bij een familielid. In 1781 verhuisde hij naar Amsterdam. In 1783 begon hij met het uitgeven van het tijdschrift en kroniek De Courier van Europa, waarin ook Jacobus Bellamy publiceerde. Er verschenen 152 nummers, waarin hij als enige redacteur politieke gebeurtenissen en staatsrechtelijke kwesties analyseerde, zoals het stemmenoverwicht in de Staten van Overijssel, de protestbrief van Frederik de Grote tegen het inperken van de stadhouderlijke invloed en de onlusten in Rotterdam, waar vooral Kaat Mossel van zich liet spreken.
Reeds in februari 1785 hield hij het voor gezien, mogelijk uit angst voor politieke vervolging, maar ook het snel toenemende aantal exercitiegenootschappen was waarschijnlijk niet wat hij beoogde. Hij had vanuit Utrecht, het democratisch eldorado, een uitgebreide correspondentie met kapitein De Winter die in 1787 een aanstelling zocht in Russische dienst. In september 1787 vluchtte hij naar Brussel, maar omdat hij nooit deel uitmaakte van de leiding van een exercitiegenootschap of een defensiegenootschap kwam in 1788 in aanmerking voor amnestie. In 1789 begon hij een advocatenpraktijk en trouwde met de dochter van een Amsterdamse hoogleraar wiskunde Hendricus Aeneae, die van hem eiste eerst te promoveren in Harderwijk.

### De Bataafse Republiek
Begin 1794 maakte hij deel uit van een geheim comité, dat zich tot doel had gesteld een opstand te bewerkstelligen vóór de Franse legers de stad kwamen bezetten. Op 14 oktober zou een poging worden gedaan tot revolutie, maar de mannen werden verraden en sloegen op de vlucht. Fraaie uitspraken van de pessimist uit die tijd: Tegenstand van het volk is niet te vermoeden, maar bijstand ook niet te verwagten. De Franse patriot, zo schreef Willem Irhoven van Dam in 1794, grijpt allerwege de wapens aan en vliegt naar de plaats waar hij dezelve voor de zaak van de vrijheid kan gebruiken; maar de Hollandsche patriot, verneemende dat zijn verlossers in aantocht en nabij onze grenzen zijn, trekt rimpels in zijn voorhoofd, zugt, steekt een pijp tabak aan en gaat dezelve vreedzaam in zijn agterkamer zitten uitroken.
Samen met Alexander Gogel reed hij eind 1794 naar Brussel om besprekingen te voeren met de Franse legerleiding. Met C.R.T. Krayenhoff reisde hij naar het Franse hoofdkwartier in Den Bosch om H.W. Daendels te ontmoeten. Samen met Jacob Blauw werd hij benoemd als ambassadeur voor de openbare veiligheid en reisde hij naar Parijs. Het tweetal werd terechtgewezen door Lazare Carnot en droop af. Johan Valckenaer was in Parijs al begonnen baantjes te verdelen in de Republiek, hetgeen Van Irhoven niet kon bekoren. Niettemin verzochten Samuel Iperusz. Wiselius, Krayenhoff, Nicolaas van Staphorst, Blauw en Van Irhoven van Dam generaal Pichegru om de vrijheidsboom te planten en om voor vrijheid, gelijkheid en broederschap te zorgen.
Van Irhoven maakte in 1795 deel uit van revolutionaire stadsbestuur, deed voorstellen voor de invoering van een Burgerlijke stand, enkele jaren later gevolgd door een benoeming als secretaris van het bestuur voor de West-Indische koloniën, van het Comité tot de Zaken van de Koloniën en Bezittingen op de kust van Guinea en in Amerika, en in de Raad van de Amerikaanse Bezittingen en Etablissementen. Op 12 juni 1798 werd hij gearresteerd, bij de tweede coup van Daendels. Van Irhoven werd reeds de volgende dag vrijgelaten en kreeg zijn oude functies terug. Hij was een inspirator voor de grondwet van 1801.
Hij overleed op 24 juni 1802 in Den Haag  en werd vier dagen later begraven op het kerkhof Ter Navolging. Zijn weduwe Debora Aenae hertrouwde met Gerrit Boon, tot 1798 agent van de Holland Land Company.